# Heterarthrus vagans
Heterarthrus vagans är en stekelart som först beskrevs av Carl Fredrik Fallén 1808.  Heterarthrus vagans ingår i släktet Heterarthrus, och familjen bladsteklar. Arten är reproducerande i Sverige.